# Văn minh lúa nước

Di vật đèn thuyền Văn hóa Đông Sơn- sản phẩm của nền Văn minh lúa nước

Văn minh lúa nước là một dạng văn minh nông nghiệp, xuất hiện cách đây khoảng 13.000 năm tại châu Á. Theo các nhà khoa học thì lúa nước bắt đầu được trồng ở vùng sông Dương Tử (miền nam Trung Quốc ngày nay), sau đó lan xuống Đông Nam Á. Nền văn minh này đã đạt đến trình độ đủ cao về các kỹ thuật canh tác lúa nước, thủy lợi, phát triển các công cụ và vật nuôi chuyên dụng; đảm bảo sự thặng dư thực phẩm phục vụ cho một xã hội đông dân và thúc đẩy các yếu tố khác của một nền văn minh ra đời. Chính sự phát triển của văn minh lúa nước đã tạo điều kiện thuận lợi cho sự ra đời của những nền văn hoá đương thời như Văn hóa Hà Mỗ Độ (ven sông Dương Tử), Văn hóa Đông Sơn, Văn hóa Hòa Bình (đồng bằng miền Bắc Việt Nam ngày nay) v.v... Có những ý kiến cho rằng, chính nền văn minh lúa nước là chiếc nôi để hình thành cộng đồng cư dân có lối sống định cư định canh và các giá trị văn hoá phi vật thể kèm theo, đó chính là văn hóa làng xã.

## Lịch sử

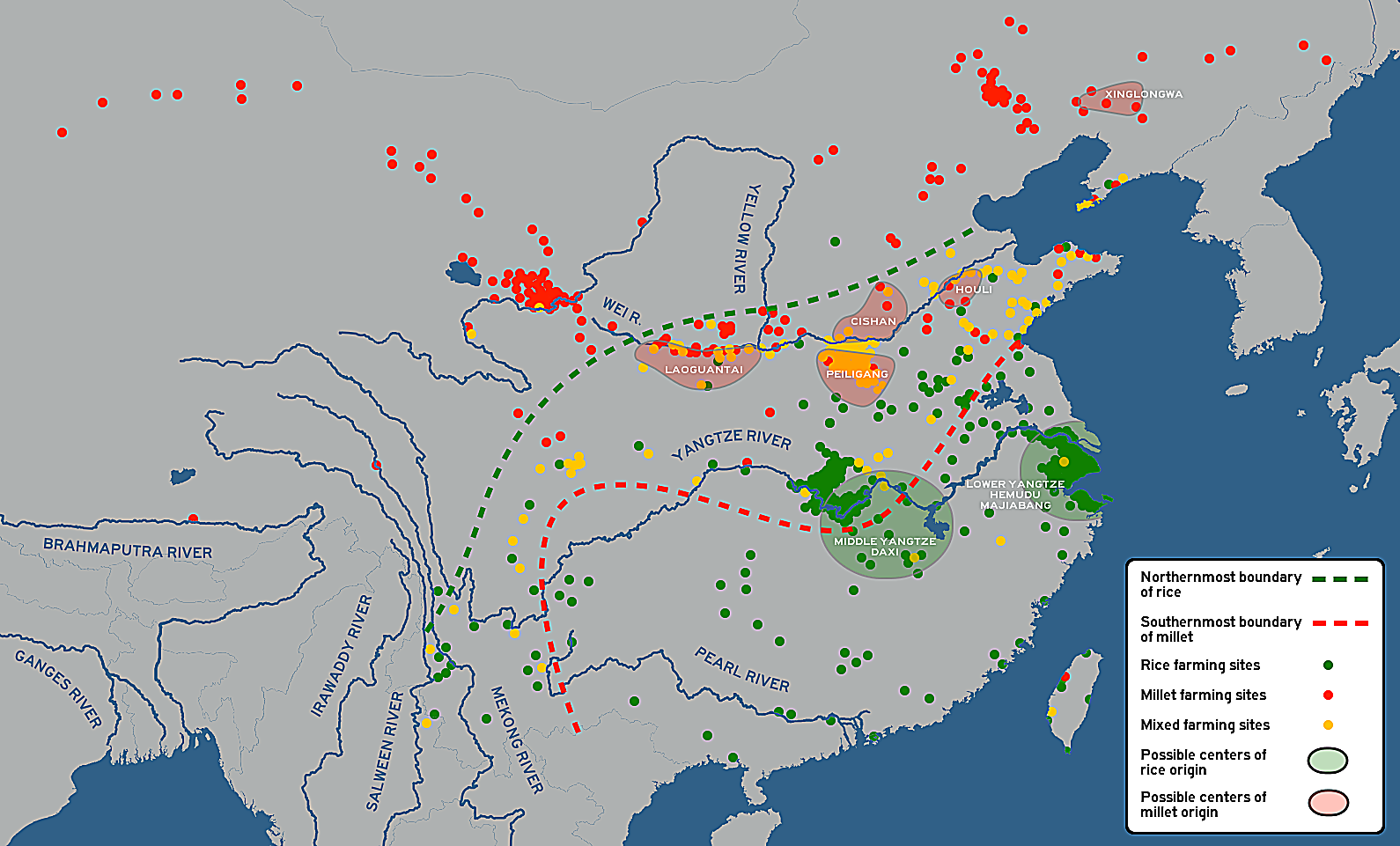
Bản đồ phân bố cây lúa nước và kê ở đồng bằng sông Dương Tử (Trung Quốc) vào thời kỳ đồ đá mới

Trước đây, các nhà khoa học như A.G. Haudricourt & Louis Hedin (1944), E. Werth (1954), H. Wissmann (1957), Carl Sauer (1952), Jacques Barrau (1965, 1974), Soldheim (1969), Chester Gorman (1970)... đã lập luận và đưa ra những giả thuyết cho rằng vùng Đông Nam Á là nơi khai sinh nền nông nghiệp đa dạng sớm nhất của thế giới. Theo họ, từ Đông Nam Á, nghề trồng lúa được du nhập vào Trung Quốc, rồi lan sang Nhật Bản, Hàn Quốc, những nơi mà cư dân chỉ quen với nghề trồng lúa mạch.
Tuy nhiên, các nghiên cứu hiện đại dựa trên gen di truyền của cây lúa nước đã xác định quê hương của lúa nước là vùng đồng bằng sông Dương Tử (Trung Quốc). Dựa trên bằng chứng di truyền học, khảo cổ và ngôn ngữ, các nhà khoa học xác định rằng lúa được thuần hóa lần đầu tiên ở lưu vực sông Dương Tử ở Trung Quốc Dựa trên việc nghiên cứu các gen của cây lúa nước, chỉ số quan trọng khi nghiên cứu quá trình thuần hóa ngũ cốc, Vaughan (năm 2008) xác định tất cả các giống lúa nước ngày nay đều có tổ tiên là một giống lúa nước cổ Điều này được hỗ trợ bởi một nghiên cứu di truyền vào năm 2011 cho thấy rằng tất cả các dạng lúa nước châu Á, gồm cả indica (lúa Ấn Độ) và japonica (lúa Nhật Bản), đều phát sinh từ một sự kiện thuần hóa duy nhất đã xảy ra cách đây khoảng 13.500 đến 8.200 năm ở Trung Quốc, từ giống lúa hoang Oryza rufipogon.

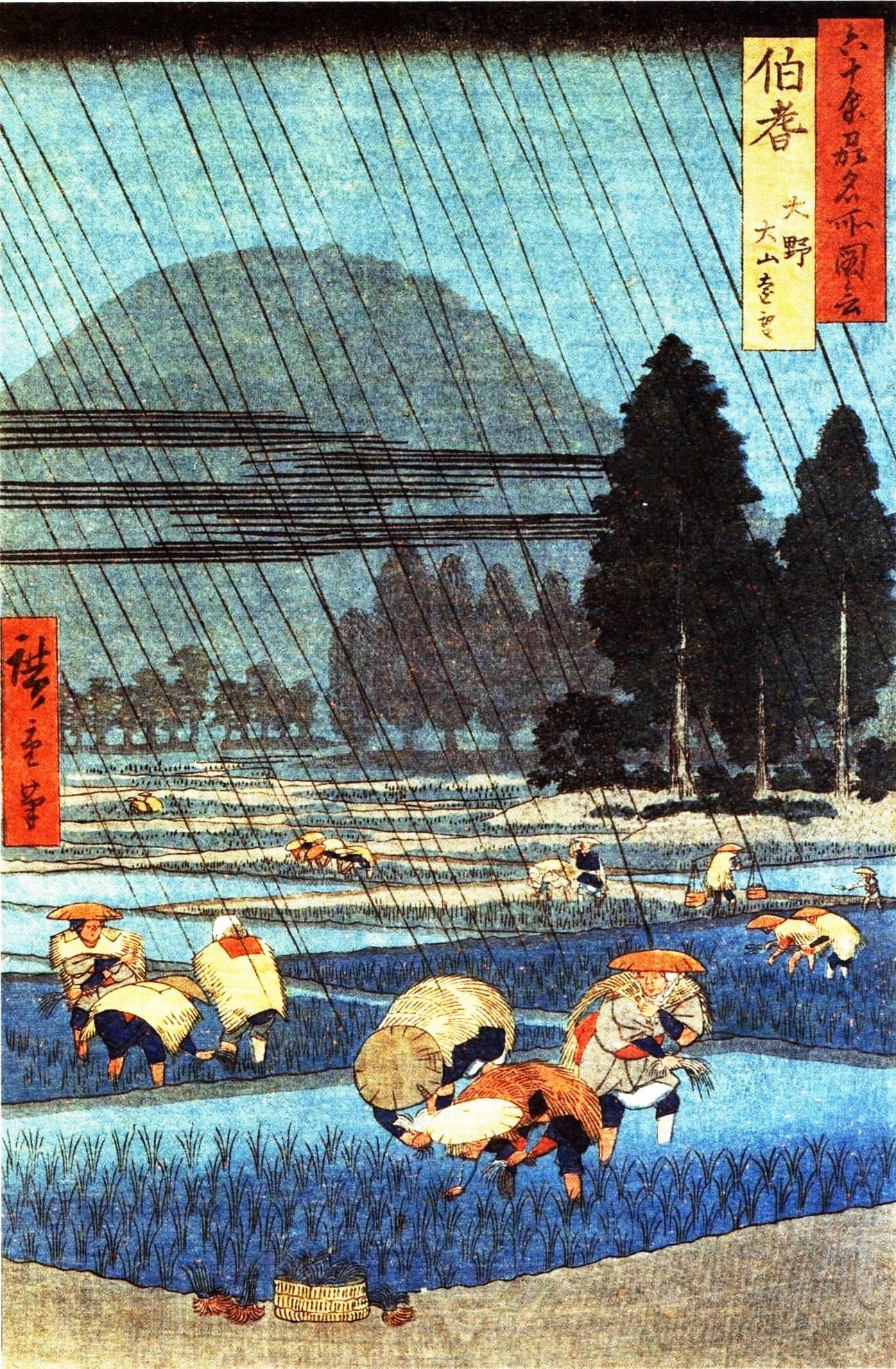
Tranh mô tả việc trồng lúa nước Nhật Bản, một giống lúa du nhập từ Đông Nam Á

Vết tích bữa cơm tiền sử nấu với gạo từ lúa mọc hoang xưa nhất thế giới, niên đại 13.000 năm trước, được một nhóm khảo cổ Mỹ-Trung Hoa tìm thấy trong hang Diaotonghuan phía nam sông Trường Giang (bắc tỉnh Giang Tây). Cư dân ở vùng này đã biết thử nghiệm các giống lúa và cách trồng trong thời gian dài sau đó. Điều này đã được khảo cổ chứng minh qua sự tăng độ lớn phytolith của lúa (phần thực vật hoá thạch, tồn tại nhờ giàu chất silica) lắng trong những lớp trầm tích. Tin này đã được đăng trên tạp chí khoa học Science vào năm 1998. Nghiên cứu về phytoliths (thạch thể lúa) này đã chứng minh rằng từ 9.000 năm trước, dân cư ở vùng đó đã ăn nhiều lúa nước trồng hơn là lúa hoang. Nhóm cư dân bản địa này cũng bắt đầu làm đồ gốm thô xốp bằng đất trộn trấu. Kinh nghiệm về trồng lúa tích tụ tại đấy trong mấy ngàn năm đã đưa đến nghề trồng lúa trong toàn vùng nam sông Dương Tử. Di tích xưa thứ hai, 9.000 năm trước, là Pengtou, gần hồ Động Đình phía nam sông Dương Tử. Hơn bốn mươi chỗ có di tích lúa cổ hàng ngàn năm đă được tìm thấy ở vùng nam Trường Giang. Gần cửa biển nam Trường Giang, di tích Văn hóa Hà Mỗ Độ cho thấy văn minh lúa nước trong vùng lên đến trình độ rất cao vào khoảng 7.000 năm trước, sớm hơn cả di tích làng trồng kê Bán Pha xưa nhất ở phía Bắc Trung Quốc.
Văn hóa Hà Mỗ Độ (5000 TCN - 4500 TCN) đã có những ngôi làng với vài trăm người sống trên nhà sàn trong vùng đầm lầy ở cửa sông Tiền Đường. Dân Hà Mỗ Độ đã trồng lúa nước, ăn cơm, để lại lớp rơm và trấu dày 25–50 cm, có nơi dày đến cả mét, trên diện tích 400 mét vuông. Có thể đó là lớp rác để lại trên sân đập lúa. Di chỉ thực vật củ ấu, củ năng, táo và di cốt động vật hoang hươu, trâu, tê giác, cọp, voi, cá sấu... cho thấy khí hậu vùng Nam sông Trường Giang bấy giờ thuộc loại nhiệt đới, hoàn toàn thích hợp với việc canh tác lúa nước. Sau văn hoá Hà Mỗ Độ, hàng loạt văn hoá lúa nước khác đã sinh ra dọc lưu vực sông Trường Giang khoảng 4.000 - 5.000 năm trước, như Lương Chử, Mã Gia Banh, Quinshanyang, Khuất Gia Lĩnh, Đào Tự, Songze, Dadunze.
Năm 2007, di chỉ thành phố cổ diện tích hơn 2,9 km2, niên đại hơn 5.000 năm đã được tìm thấy trong vùng lõi của di tích văn hóa Lương Chử (3.300 - 2.300 TCN). Dấu vết kho lương thực chứa được khoảng 15 tấn gạo. Từ vị trí, sự bố trí và đặc điểm cấu trúc của thành cổ được phát hiện, các chuyên gia tin rằng có những cung điện dành cho giới quý tộc. Năm 2017, các nhà khảo cổ học lại phát hiện một hệ thống thủy lợi có niên đại tới 5.100 năm, quy mô khổng lồ và cổ xưa nhất trên thế giới tính đến thời điểm hiện nay. Công trình dẫn nước quy mô 5.100 tuổi thậm chí còn lâu đời hơn cả phát hiện hệ thống thủy lợi 4.900 năm trước đây của Văn minh Lưỡng Hà. Đây là công trình thủy lợi khổng lồ, có diện tích hơn 300.000 m2, được xây đắp nhân tạo của hoàng thổ dày tới 10,2 mét. Những cư dân cổ đại được cho là đã di dời khoảng 3,3 triệu mét khối đất để xây nên công trình này. Đây là một hệ thống thủy lợi rất phức tạp, gồm nhiều đập nước cao, đập nước thấp, mương, rạch, hào lớn và đê điều để ngăn ngừa lũ lụt, dự trữ nước để tưới tiêu mùa màng trong những đợt hạn hán. Kỹ thuật và quy mô rộng lớn của nó vào loại hiếm trên thế giới.
Từ lưu vực sông Trường Giang, lúa nước dần dần được đưa về phía bắc, tới những người nông dân trồng kê ở nền văn hóa Đại Vấn Khẩu, thông qua tiếp xúc mua bán - trao đổi với văn hóa Long Sơn, văn hóa Mã Gia Banh, văn hóa Hà Mỗ Độ. Vào khoảng 4.000 đến 3.800 trước Công nguyên, chúng là một loại cây trồng phụ thường xuyên trong các nền văn hóa Trung - Tạng ở miền bắc Trung Quốc. Nó không thay thế được kê, phần lớn là do điều kiện môi trường khác nhau ở miền bắc Trung Quốc, nhưng nó được trồng cùng với kê ở ranh giới phía nam của các vùng trồng kê. Ngược lại, cây kê cũng được đưa vào các vùng trồng lúa.

### Tại Việt Nam

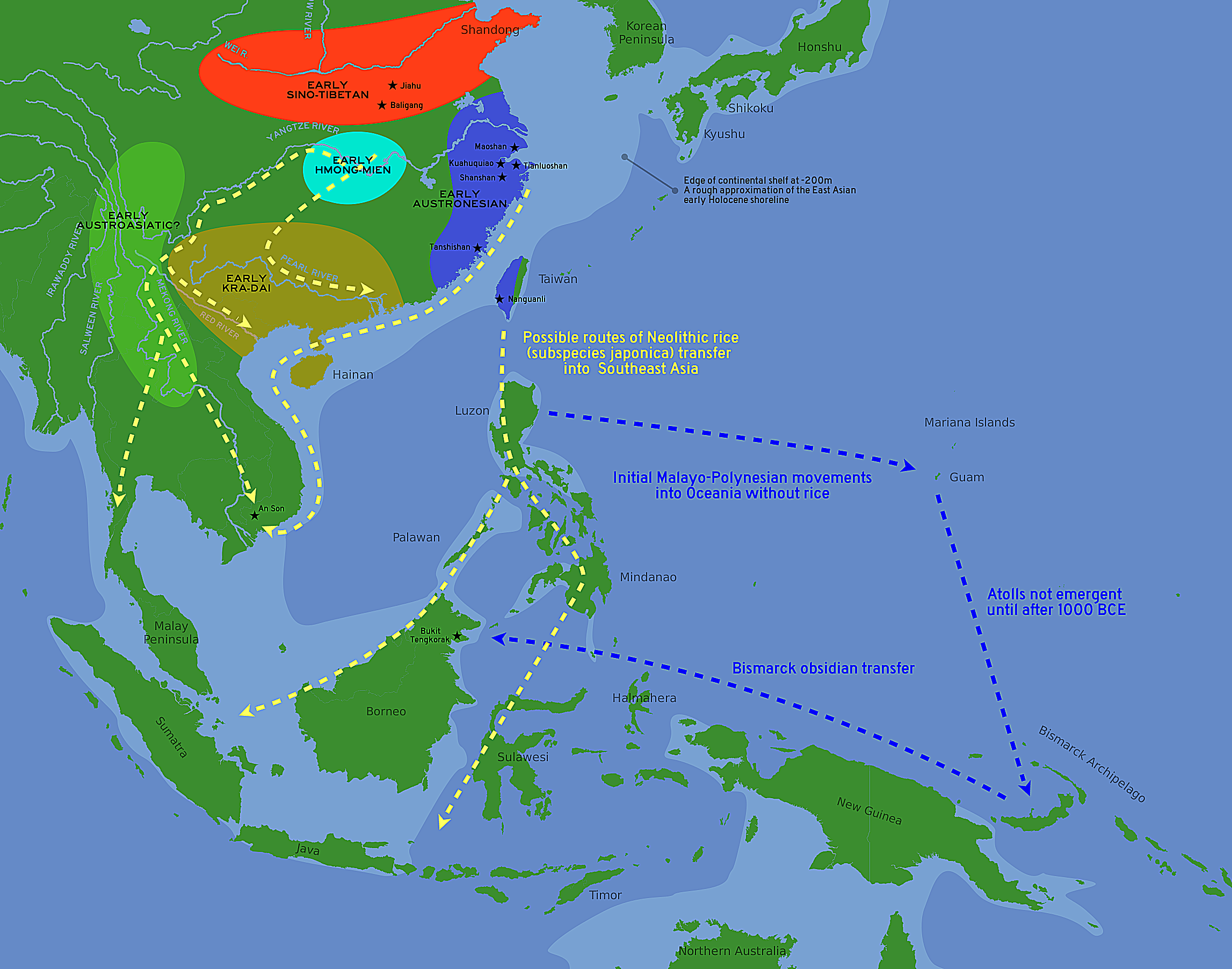
Bản đồ việc lan truyền cây lúa nước (khoảng 3.500 tới 500 trước công nguyên) tại vùng Đông Nam Á (Bellwood, 2011)

Các cuộc khảo cổ gần đây đã chứng minh sự tồn tại của con người trên lãnh thổ Việt Nam từ thời Đồ đá cũ. Vào thời kỳ Đồ đá mới, các nền văn hoá Hoà Bình - Bắc Sơn đã chứng tỏ sự xuất hiện của nông nghiệp và chăn nuôi, có thể là cả nghệ thuật trồng lúa nước.
Các nhà khảo cổ tìm thấy trong lớp đất bên dưới khu khảo cổ thuộc Văn hóa Hòa Bình những hạt thóc hóa thạch khoảng 9.260-7.620 năm trước. Nhưng theo nhiều nhà khảo cổ, cũng như đa số di tích, di vật về văn minh lúa nước tìm thấy ở Thái Lan, khi định tuổi lại thì thấy những hạt thóc này có niên đại muộn hơn nhiều so với tuổi ước tính ban đầu, chỉ vào khoảng 4.000 năm trước. Một nghiên cứu đa ngành sử dụng phân tích trình tự bộ gen cây lúa nước chỉ ra rằng lúa nước đã được lan truyền vào Đông Nam Á từ miền nam Trung Quốc, sau một sự kiện nguội lạnh toàn cầu (sự kiện 4,2k) xảy ra khoảng 4.200 năm trước Sự kiện này đã gây ra biến đổi khí hậu ở miền nam Trung Quốc, rất có thể đã khiến mất mùa và buộc cư dân trồng lúa nước ở đây phải di cư tới các vùng khác, bao gồm Đông Nam Á, và khi di cư thì họ cũng mang theo kỹ thuật trồng lúa nước.
Văn hoá Phùng Nguyên và văn hóa Đông Sơn (có niên đại khoảng 4.000 năm) ở miền Bắc Việt Nam ngày nay có những điểm gần giống với nền Văn hoá Hà Mỗ Độ tồn tại ở sông Dương Tử cách đây 7.000 năm trước. Cư dân vùng nam Trung Hoa lúc ấy có lẽ gần với cư dân Bắc Việt Nam về mặt chủng tộc và văn hoá hơn cư dân miền bắc Trung Hoa. Khuôn mặt đắp từ sọ người trong văn hóa Hà Mỗ Độ trưng bày ở Viện Bảo tàng Hà Mỗ Độ cho thấy họ giống người thuộc chủng Nam Mongoloid, tức là gần với chủng người Việt Nam từ thời Đông Sơn về sau.
Điều kiện đồng bằng sông Hồng là nơi rất thích hợp cho lúa hoang và sau này là lúa nước trồng. Người Việt trong cộng đồng chủng Nam Mongoloid là một bộ phận của văn minh lúa nước.

## Điều kiện tự nhiên

### Môi trường
- Lượng mưa hàng năm ở vào khoảng từ 2.000 - 2.500 mm,
- Vào thời kỳ tăng trưởng cần một lượng mưa vào khoảng 125 mm trong một tháng,
- Thời kỳ thu hoạch cần nhiều nắng (ruộng khô càng tốt),
- Nhiệt độ môi trường thích hợp nhất, khoảng 21 - 27 °C,
- Cư dân phải có kinh nghiệm trong việc tưới và tiêu (thủy lợi)

### Yếu tố khác
- Khu vực canh tác phải có độ bằng phẳng rất cần thiết để duy trì mực nước từ 100 mm đến 150 mm giúp cho cây lúa tăng trưởng và kết hạt tốt.
- Chính vì vậy, những khu vực đồng bằng và các lưu vực các con sông chảy qua các miền nhiệt đới nhiều mưa sẽ là môi trường thận lợi cho cây lúa nước phát triển. Ví dụ như đồng bằng sông Hồng, lưu vực sông Dương Tử... thích hợp cho cây lúa nước.
- Thời vụ là yếu tố cũng quan trọng không kém cho cây lúa nước, điều này thúc đẩy việc sáng chế ra lịch tính ngày, tháng, năm và các mùa trong năm của các cư dân trồng lúa nước.
- Giống lúa cũng là một yếu tố tăng năng suất và phẩm chất cho cây lúa nước mà các cư dân trồng lúa nước đặc biệt coi trọng.

## Nông cụ

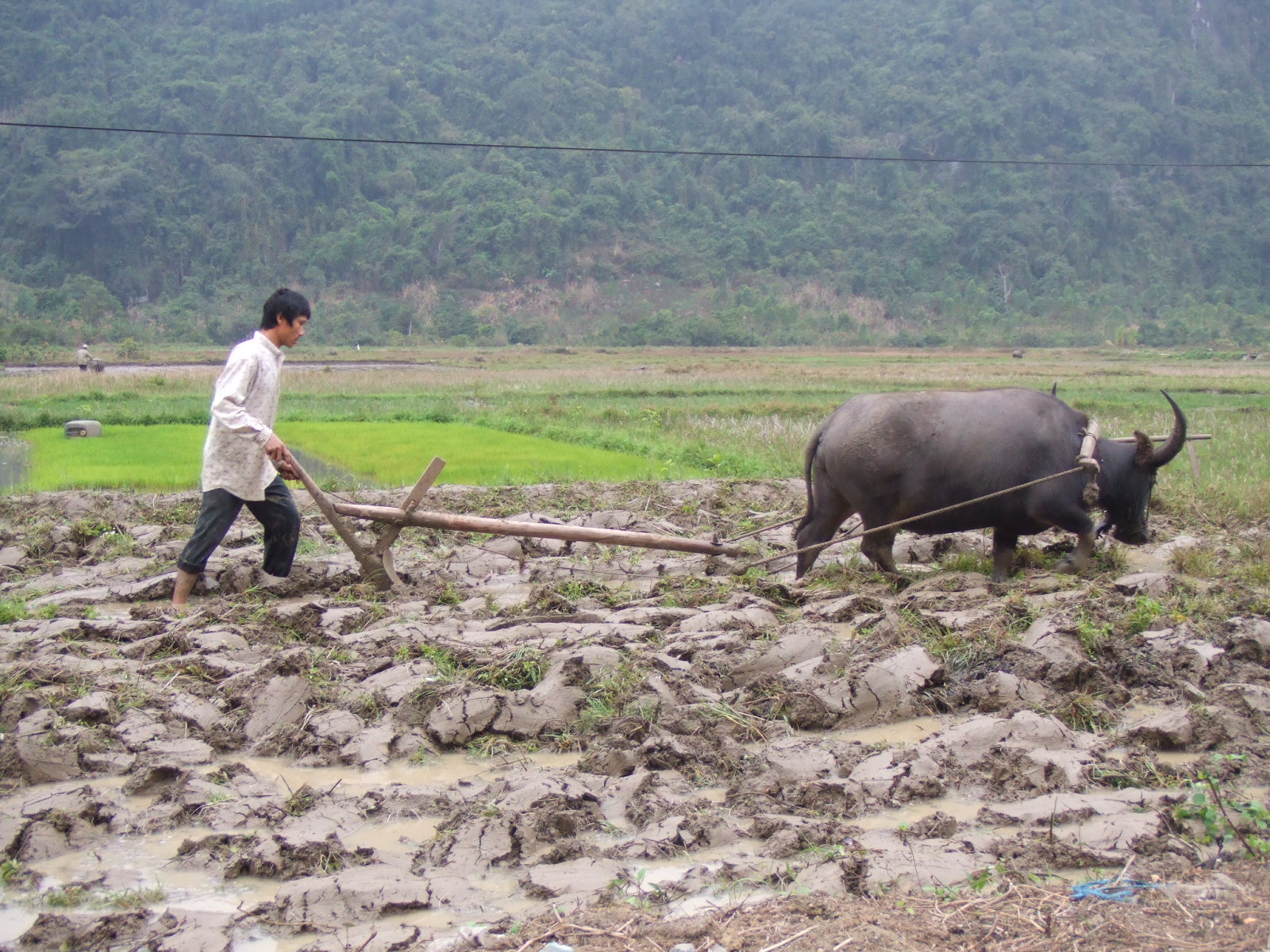
Con trâu là đầu cơ nghiệp (tục ngữ Việt)

Trong di chỉ khảo cổ cho ta một bộ sưu tập các lưỡi cày bằng đồng phong phú, vào giữa và cuối thời kỳ Đông Sơn đã xuất hiện khá nhiều đồ sắt và đồ đồng đã chuyển sang các loại vật dụng trang trí và tinh xảo hơn.
Ở giai đoạn đầu, Văn hóa Phùng Nguyên, công cụ bằng đá còn chiếm ưu thế, nền kinh tế còn mang tính chất nguyên thủy. Sang đến giai đoạn Đồng Đậu, Gò Mun và nhất là Đông Sơn, nhiều loại hình công cụ bằng đồng ra đời và ngày càng phong phú như lưỡi cuốc, lưỡi cày, lưỡi thuổng, xẻng, lưỡi rìu, v.v. Mỗi loại hình công cụ sản xuất cũng có các kiểu dáng khác nhau. Trong khoảng 200 chiếc lưỡi cày bằng đồng có tới 4 kiểu dáng, đó là lưỡi cày hình tam giác có họng tra cán to khoẻ được phân bố ở dọc sông Thao; lưỡi cày cánh bầu dục, hình thoi được phân bố ở vùng đồng bằng Bắc Bộ Việt Nam, lưỡi cày hình thoi được phân bố tập trung ở vùng sông Mã, lưỡi cày hình xẻng vai ngang phân bố ở vùng làng Vạc. Cuốc bao gồm lưỡi cuốc có lỗ tra cán, cuốc hình tam giác, cuốc có vai, cuốc chữ U, cuốc hình quạt, v.v. Rìu có rìu chữ nhật, rìu tứ diện lưỡi xoè, rìu hình lưỡi xéo, hình bàn chân, rìu lưỡi lệch. Ngoài ra còn có lưỡi liềm đồng, công cụ lao động bằng sắt. Sự tiến bộ của công cụ sản xuất đã thúc đẩy nền kinh tế ngày càng phát triển, đạt đến một trình độ khá cao. Nền kinh tế bao gồm nhiều ngành, nghề, trong đó nông nghiệp trồng lúa nước chiếm địa vị chủ đạo, phổ biến rộng rãi khắp lãnh thổ từ trung du đến đồng bằng, ven biển.
Với việc chế tạo ra lưỡi cày và nông nghiệp dùng cày đã thay thế cho nền nông nghiệp dùng cuốc, đánh dấu bước phát triển mới, mạnh mẽ trong nền kinh tế thời Hùng Vương. Với việc ra đời nhiều loại hình công cụ sản xuất bằng đồng còn chứng tỏ bước tiến về kỹ thuật canh tác của cư dân bấy giờ. Nông nghiệp dùng cày là nguồn cung cấp lương thực chính nuôi sống xã hội, trở thành cơ sở chủ yếu của mọi hoạt động khác.
Những di cốt trâu, bò nhà, tìm thấy trong cùng một di tích văn hóa Đông Sơn, hình bò khắc hoạ trên mặt trống đồng chứng tỏ cư dân thời Hùng Vương đã sử dụng trâu, bò làm sức kéo trong nông nghiệp. Những dấu tích thóc, gạo, những công cụ gặt hái tìm thấy ở các di chỉ thuộc văn hóa Đông Sơn. Di tích thóc, gạo tìm thấy ở làng Vạc gồm 2 nồi gốm trong đó có nhiều hạt thóc, vỏ trấu tìm thấy trong thạp đồng. Các công cụ gặt hái có liềm, dao gặt, nhíp. Nhiều thư tịch cổ cũng ghi chép về sự hiện diện của nghề nông trồng lúa nước thời Hùng Vương như các sách Di vật chí của Dương Phù thời Đông Hán, Thủy Kinh Chú của Lịch Đạo Nguyên, thời Bắc Nguỵ, Vân đài loại ngữ của Lê Quý Đôn, v.v. chứng tỏ sự phổ biến và phát triển mạnh mẽ của nghề trồng lúa nước thời Hùng Vương.

## Thủy lợi

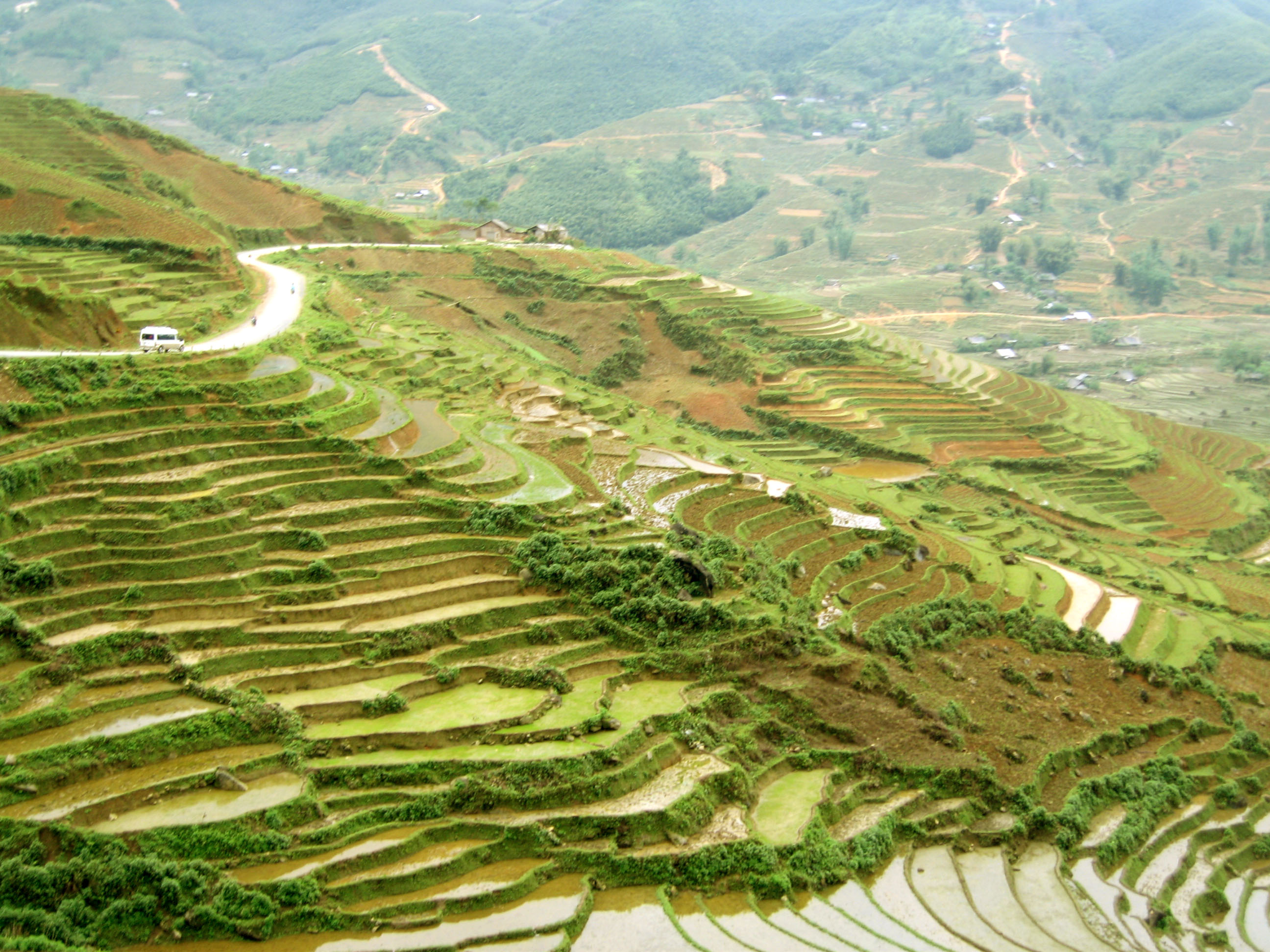
Ruộng bậc thang là sơ khởi của thủy lợi lúa nước

Yếu tố nước trong việc trồng lúa nước là điều kiện bắt buộc để hình thành văn minh lúa nước. Có lẽ người nguyên thủy lúc đầu phát hiện ra sự khác nhau về năng suất của lúa nương, một loại lúa mọc trên các triền đất khô ẩm và lúa nước mọc ở khu vực ngập nước của lưu vực các con sông lớn là hoàn toàn khác nhau. Cây lúa nước chỉ có thể phát triển tốt khi sống ở những khu vực khí hậu phù hợp như các vùng nhiệt đới, và đặc biệt tốt, năng suất cao khi hàng năm các con sông lớn như sông Hồng, sông Mã... mang theo một lượng phù sa mới, bồi đắp hàng năm vào các mùa nước lũ.
Nhưng nước để trồng lúa phải đủ và cũng vừa để cây lúa sinh trưởng. Việc đảm bảo đủ nước và không thừa, để làm ngập úng đã buộc các cư dân trồng lúa nước phải làm thủy lợi - cân bằng lượng nước cần thiết.
Thủy lợi tự nhiên và đơn giản nhất là đắp bờ ruộng và dẫn nước theo các con kênh vào ruộng và khống chế lượng nước bằng độ cao của lối thoát nước. "Con kênh" lớn nhất của cư dân trồng lúa nước chính là hệ thống đê điều hai bên sông lớn để khống chế nước tràn vào ruộng và mùa lũ lụt hàng năm.

## Đánh giá
Trong một cuốn sách năm 1952, Sauer viết như sau: Về cái nôi của nền nông nghiệp đầu tiên, tôi xin thưa rằng ở Đông Nam Á. Nơi này quy tụ đầy đủ những điều kiện khác nhau cần thiết về vật lý thể chất, hóa học hữu cơ, khí hậu ôn hòa với cả hai vụ gió mùa, với chu kỳ mùa mưa ẩm ướt và mùa khô tạnh ráo, sông nước tiện cho viêc đánh cá, đất này là trung tâm điểm giao thương cả đường biển lẫn đường bộ của Cựu thế giới. Không có nơi nào mà vị trí lại thích hợp và có đủ yếu tố cung cấp cho sự phát triển nền văn minh hỗn hợp giữa nông và ngư nghiệp tốt hơn nữa. Tôi sẽ chứng minh rằng ở trong vùng đất này, ngay từ khi khởi thủy, nông nghiệp đã gắn chặt với ngư nghiệp; rằng ở đây người ta gia súc hóa loài vật trước hết và đúng nghĩa, phải là trung tâm chính của thế giới về kỹ thuật trồng cây và cải biến thảo mộc để gia tăng rau trái. Tôi chấp nhận tiên đề quen thuộc là loài người học hỏi cách trồng cây trước khi biết làm mùa với cách gieo hạt giống.
Một số nhà khoa học khác không công nhận Đông Nam Á là trung tâm phát sinh nông nghiệp lúa nước mà chỉ xếp hạng nó vào trung tâm thứ yếu. Một số khá đông các nhà nghiên cứu khác cho rằng Nam Trung Hoa là trung tâm chính yếu phát sinh trồng lúa nước song song với các trung tâm khác ở Trung Đông và Ấn Độ. Các phân tích di truyền học gần đây đã xác nhận cây lúa nước được trồng đầu tiên ở vùng ven sông Trường Giang (miền nam Trung Quốc hiện nay).
Vì địa thế và khí hậu, cũng như chủng tộc, miền châu thổ sông Hồng có nguồn gốc gần với các nền văn minh thời tiền sử ở Nam Trung Hoa. Việc có liên hệ về văn hóa, buôn bán, di cư... với khoảng cách vài trăm km trong một thời kỳ dài vài ngàn năm là điều hoàn toàn có thể xảy ra.
Đến nay, vẫn còn có nhiều sự bất đồng trong giới khoa học về các trung tâm sơ khởi nông nghiệp. Tuy vậy, các Ông Burkill và Sauer đều rất tự tin; họ đưa ra các chứng cớ rằng Á Đông chính là nguồn gốc của các thứ khoai, củ. Sau đó theo đường hàng hải, khoai Á Đông được phân tán đi các đảo ngoài Thái Bình Dương, châu Phi và châu Mỹ.